# مقتدر (خاچماز)
مقتدر (به لاتین: Müqtədir، یا ایستی‌سو İstisu) یک منطقه مسکونی در جمهوری آذربایجان است که در شهرستان خاچماز واقع شده‌است. مقتدر ۲۲۳۶ نفر جمعیت دارد.